# Jairo Puerto
Jairo Daniel Puerto Herrera (Santa Ana, Atlántida, Honduras; 28 de diciembre de 1988) es un futbolista hondureño, juega de lateral derecho o extremo y su equipo actual es el Honduras Progreso de la Liga Nacional de Honduras.

## Trayectoria
Jairo Puerto nació en el pueblo de Santa Ana, Departamento de Atlántida. Sus padres son profesores y tiene cuatro hermanos: Jahaira Daniela, José Daniel, Daniel Alessandro y Jeffren Daniel. Se formó en las reservas del Real España de San Pedro Sula. Hizo su debut profesional el 18 de julio de 2009 en un juego entre  Real España y Victoria que se llevó a cabo en el Estadio Ceibeño. El 15 de enero de 2013 se anunció su fichaje por el Olimpia con un contrato de un año. El 19 de diciembre de 2013 es adquirido por Marathón.

## Selección nacional
Ha sido internacional con la Selección de fútbol de Honduras. El 10 de diciembre de 2015 fue convocado por Jorge Luis Pinto para un amistoso ante Cuba en la ciudad de Juticalpa.
El 12 de enero de 2017 se anunció que Jairo Puerto había sido convocado para disputar la Copa Centroamericana 2017 con Honduras.

## Clubes
| Club              | País        | Año             | Partidos | Goles |
| ----------------- | ----------- | --------------- | -------- | ----- |
| Real España       | Honduras    | 2009 - 2012     | 68       | 5     |
| Olimpia           | Honduras    | 2013            | 10       | 1     |
| Marathón          | Honduras    | 2014 - 2016     | 97       | 10    |
| Honduras Progreso | Honduras    | 2017            | 5        | 0     |
| Puerto Rico FC    | Puerto Rico | 2017 - 2018     | 22       | 3     |
| Real España       | Honduras    | 2018 - 2019     | 30       | 2     |
| Vida              | Honduras    | 2019 - 2020     | 19       | 0     |
| Honduras Progreso | Honduras    | 2021 - Presente | 15       | 0     |

## Palmarés

### Campeonatos nacionales
| Título        | Club        | País     | Año  |
| ------------- | ----------- | -------- | ---- |
| Apertura 2010 | Real España | Honduras | 2010 |
| Clausura 2013 | Olimpia     | Honduras | 2013 |

### Campeonatos internacionales
| Título               | Club                  | País   | Año  |
| -------------------- | --------------------- | ------ | ---- |
| Copa Centroamericana | Selección de Honduras | Panamá | 2017 |